# Michael P. Flanagan
Michael P. Flanagan (ur. 9 listopada 1962 w Chicago) – amerykański polityk związany z Partią Republikańską.
W latach 1995–1997 przez jedną dwuletnią kadencję Kongresu Stanów Zjednoczonych był przedstawicielem piątego okręgu wyborczego w stanie Illinois w Izbie Reprezentantów Stanów Zjednoczonych.